# سن بیازه
سن بیازه (به ایتالیایی: San Biase) یک کومونه در ایتالیا است که در استان کامپوباسو واقع شده‌است. سن بیازه ۱۱٫۸ کیلومتر مربع مساحت و ۲۵۲ نفر جمعیت دارد.